# Jack Teagarden
Weldon Leo "Jack" Teagarden (Vernon, Texas, EUA, 20 d'agost, 1905 - Nova Orleans (Louisiana), 15 de gener, 1964) va ser un trombonista i cantant nord-americà de jazz i swing tradicionals.

## Biografia
Els germans de Teagarden Charlie (trompeta) i Cub (bateria) i la seva germana Norma Teagarden es van convertir en músics professionals com ell. De tant en tant s'afirma que va tenir avantpassats indis,zum Beispiel bei Ross Russell: Jazz style in Kansas City and in the Southwest, University of California Press, 1971, S. 122, Online (Memento vom 11. August 2013 im Webarchiv archive.today), die Frage indianischer Ursprünge wird dort als offen oder unklar bezeichnet (has been ignored by certain biographers and remains unclear) però això és descrit per Richard Sudhalter (Lost Chords) com una llegenda, que es remunta en part al mateix Teagarden, que a les seves memòries descriu un powwow indi al qual va assistir el 1919 com a una experiència formativa. La seva mare Helen, que va tenir avantpassats alemanys i va mantenir la família com a pianista de cinema mut després de la mort del seu pare, li va donar les seves primeres lliçons de piano als cinc anys. El seu pare (que va morir el 1918) era corneta aficionat en una banda de música i inicialment li va donar lliçons de trompa de baríton, que Teagarden va abandonar quan tenia deu anys i va canviar al trombó. Les seves primeres influències de jazz van ser les cançons de gospel negre, el blues, que va interioritzar cada cop més amb els anys, i la música dels Cinc de Louisiana, que van ser una banda de jazz nord-americana que va existir entre 1918 i 1920.
La seva carrera professional va començar l'any 1921 als setze anys quan es va convertir en membre de la banda de Peck Kelley (fins a 1923). Després va fer una gira pel sud d'Amèrica amb diversos grups locals, com Doc Ross i 'His Jazz Bandits de 1925 a 1927.
Teagarden va sorprendre l'escena amb el seu virtuosisme tocant quan va aparèixer a Nova York el 1928, i tot i que el país va estar en una profunda crisi econòmica els anys següents, no va tenir grans problemes per guanyar-se la vida amb la música. Durant aquests anys va realitzar diferents enregistraments, entre els quals destaquen: amb Eddie Condon, Red Nichols, Wingy Manone, Roger Wolfe Kahn i Louis Armstrong.
Va gravar amb freqüència amb l'Orquestra de Ben Pollack fins al 1933 i després va deixar la seva banda després de signar un contracte de cinc anys amb la Paul Whiteman Orchestra. Durant aquest temps va tenir un curt període el 1936 amb un petit grup juntament amb el seu germà i Frank Trumbauer.
Quan finalment va deixar la Paul Whiteman Orchestra el 1938, va muntar la seva pròpia big band (Jack Teagarden and His Orchestra) i va gravar diversos discos per a Brunsweick, Columbia, Varsity i Decca, entre d'altres, amb els cantants Kitty Kallen i David Allyn, encara que l'èxit va ser limitat, ja que l'era de la big band estava en el seu punt àlgid en aquell moment i la competència era immensa.
L'any 1947 es va unir a Louis Armstrong i els seus All Stars, que van donar lloc a quatre anys molt productius. El grup va gravar gairebé deu àlbums i va tenir un gran èxit de públic. Tanmateix, el 1951, Teagarden va decidir deixar Armstrong i tornar a liderar els seus propis grups, inclòs un sextet en el qual va tocar durant la resta de la seva carrera. Durant aquest temps va tornar a treballar amb el seu germà Charlie, amb Jimmy McPartland i el pianista Earl Hines així com amb el clarinetista Hank D'Amico.
En els anys següents va realitzar diverses gires, entre elles per Europa (1957) i per Àsia (1958 a 1959); També va tocar amb el seu germà, germana i mare en un concert conjunt al Festival de Jazz de Monterey el 1963. Jack Teagarden va morir de pneumònia a Nova Orleans el 1964.

## Estil
El seu estil va ser en gran part autodidacta, i com a resultat va desenvolupar algunes noves tècniques de toc inusuals però també molt virtuoses, com ara tocar en posicions alternatives de llisca i amb trins de llavis. Considerat àmpliament el trombonista de jazz més innovador de l'era pre-bop, va fer molt per ampliar el paper del trombó més enllà de l'antic estil de la porta posterior de les bandes de música de Nova Orleans.
Teagarden com a cantant

El 1934 Teagarden va fer per primera vegada enregistraments vocals purs; Va adaptar material de la tradició del jazz en una sèrie d'arranjaments especials combinats de veu i trombó, com ara els seus arranjaments de "Basin Street Blues" de Spencer Williams i "Beale Street Blues" de W. C. Handy. L'autor Will Friedwald el va jutjar:
| « | "Jack Teagarden tenia un rang força limitat, però com a cantant, com a trombonista, va crear un ventall pràcticament il·limitat de possibilitats expressives a partir d'una monotonia plana. Teagarden també destaca per ser l'únic del jazz la veu del qual té el mateix so que el seu instrument." | » |

L'autor destaca especialment el treball més antic de Teagarden, ja que la seva veu "envellida i desgastada, com un bon whisky - i "En realitat a través del whisky". Com a exemple de més èxit, cita l'àlbum Think Well of Me, gravat per a Verve l'any 1962 amb els arranjadors Russ Case i Bob Brookmeyer, on Teagarden va interpretar les cançons del veterà Willard Robison.

## Jack Teagarden i la seva orquestra
- → Article principal: Jack Teagarden i la seva orquestra(anglès)